# تی‌آرتی کردی
شبکهٔ تلویزیونی تی‌آرتی کردی (به ترکی استانبولی: TRT KURDI) شبکه تلویزیونی وابسته به سازمان رادیو و تلویزیون ترکیه است که به‌طور ۲۴ ساعته به زبان کردی برنامه پخش می‌کند. پخش آزمایشی این کانال تلویزیونی در اول ژانویهٔ سال ۲۰۰۹ آغاز گردید و هدف از تأسیس این کانال تلویزیونی «ارائه غنا و رنگ‌های ترکیه بر صفحه تلویزیون» عنوان شده است. این کانال به‌طور رسمی در سال ۲۰۱۰ آغاز به کار کرد
ترکیه trt موسیقی کردی مخاطبان عمومی عمومی ۳ می ۲۰۲۲
1. موسیقی عمومی
2. مخاطب عام

مخاطب عمده برنامه‌های این شبکه تلویزیونی کردی کودکان و زنان هستند و بخش اعظم برنامه‌ها نیز شامل سریال، فیلم‌های سینمایی و مستند می‌باشد.
زبان اصلی این کانال کردی به گویش کرمانجی است و برخی از بولتن‌های خبری آن نیز به زازاکی پخش می‌گردد.